# 圣卡塔多墓地

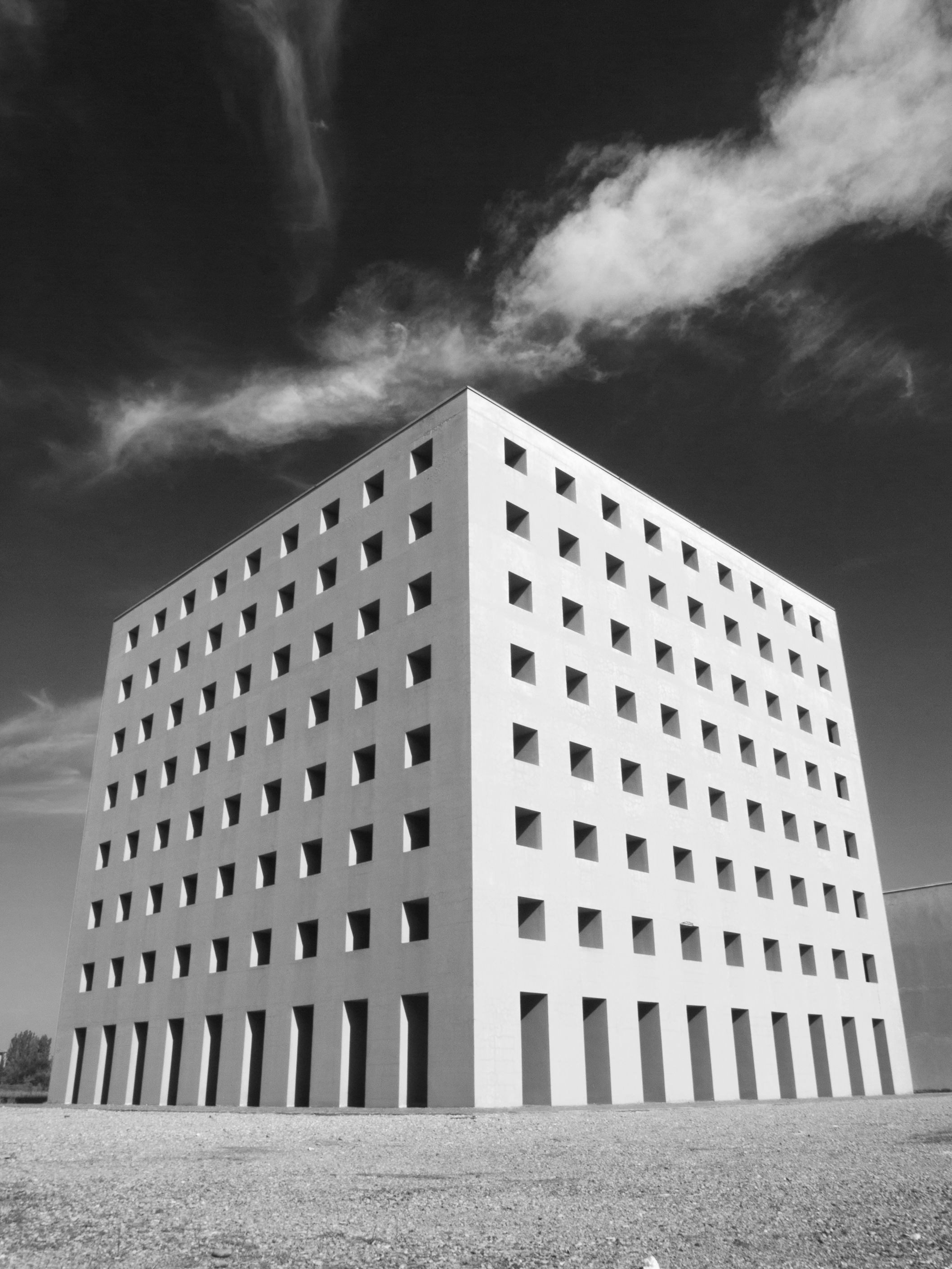

圣卡塔多墓地（Cimitero di San Cataldo）是一处墓地，位于意大利艾米利亚-罗马涅大区摩德纳西郊的圣卡塔尔多区。
建筑群分为三部分：
- 由凯撒·科斯塔（Cesare Costa）于1858年至1876年间修建的老墓地；
- 1903年的犹太人墓地;
- 新公墓，1971年由建筑师阿尔多·罗西和贾尼·布拉赫利（Gianni Braghieri）设计，1984年落成（未完成）。

墓地外有圣母朝圣所（santuario della Madonna del Murazzo），建于十八世纪初期，伦巴底哥特式风格，设有钟楼。

## 老墓地

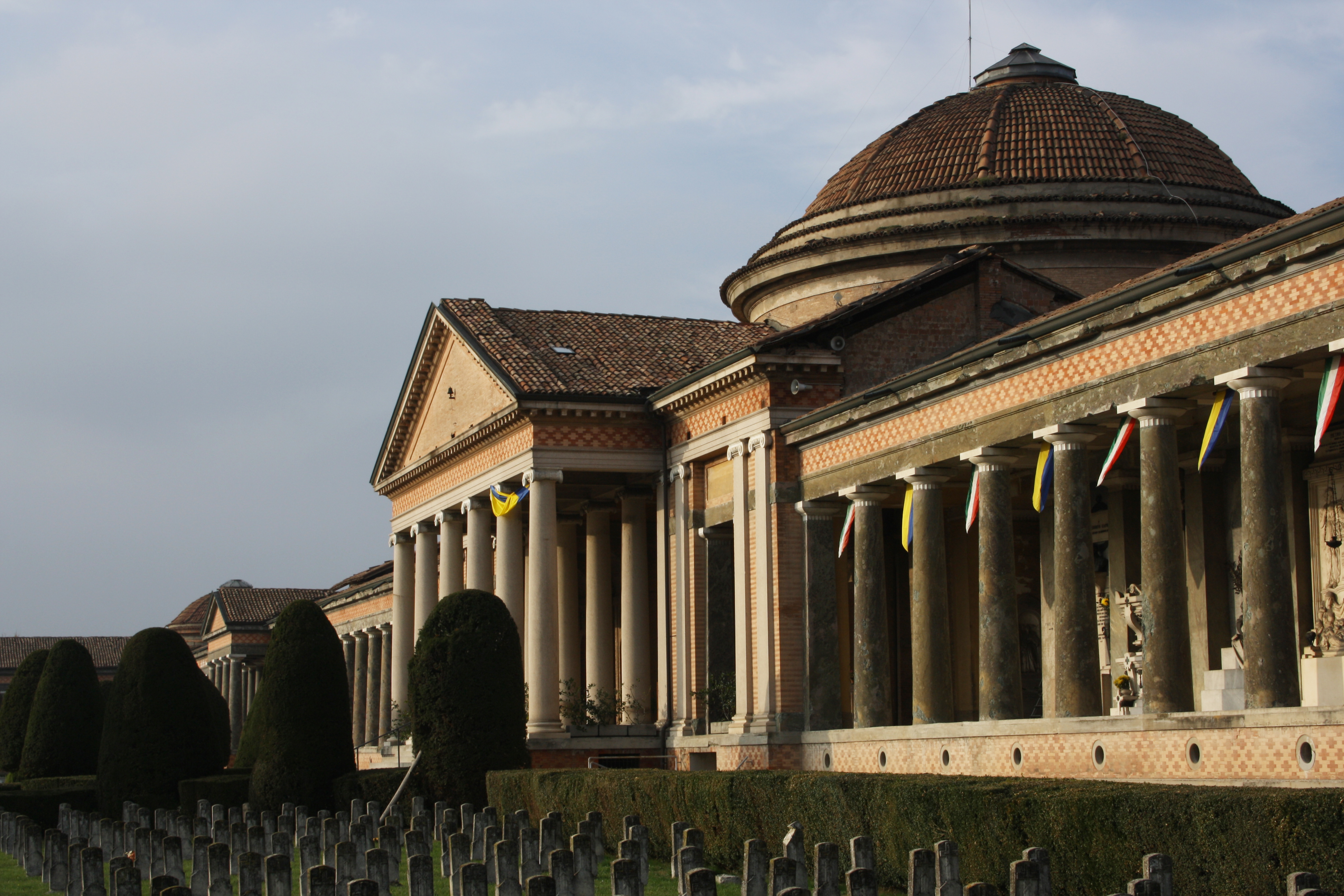
老墓地

老墓地基地为长方形，长272米，宽180米，为希腊神庙风格，设有多立克柱廊，传达庄严的秩序感。这里埋葬摩德纳的一些名人，包括汽车制造商恩佐·法拉利（Enzo Ferrari）、爱国者尼科拉·法布里齐（Nicola Fabrizi）、女主角弗吉尼亚·瑞特（Virginia Reiter）、奥运体操运动员阿尔贝托（Alberto Braglia）、剧作家保罗·费拉里（Paolo Ferrari）、企业家Telesforo Fini和市长Luigi Albinelli和Alfeo Corassori。还有一个专门供摩德纳军事学院学员使用的小圣堂。

## 犹太公墓

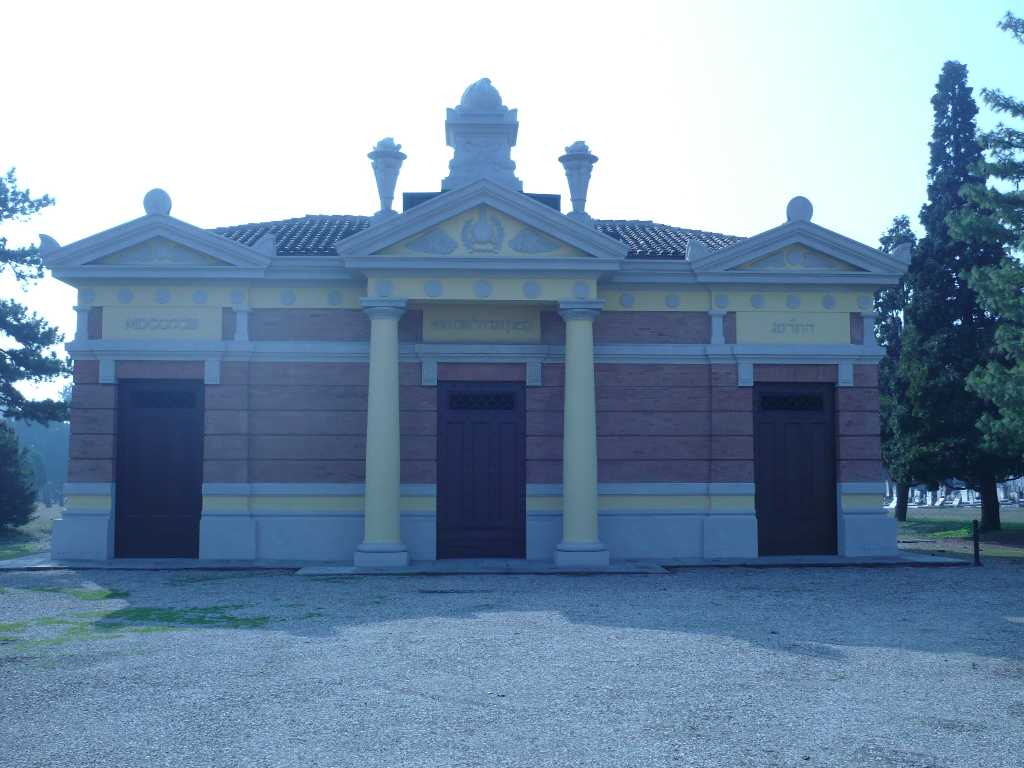
摩德纳犹太公墓

在墓地的新旧两部分之间，有一座建于1903年的建筑  摩德纳犹太社区的公墓。
从建筑的角度来看，犹太建筑是一个交叉点，同时也是古代与现代之间的分界。

## 新墓地

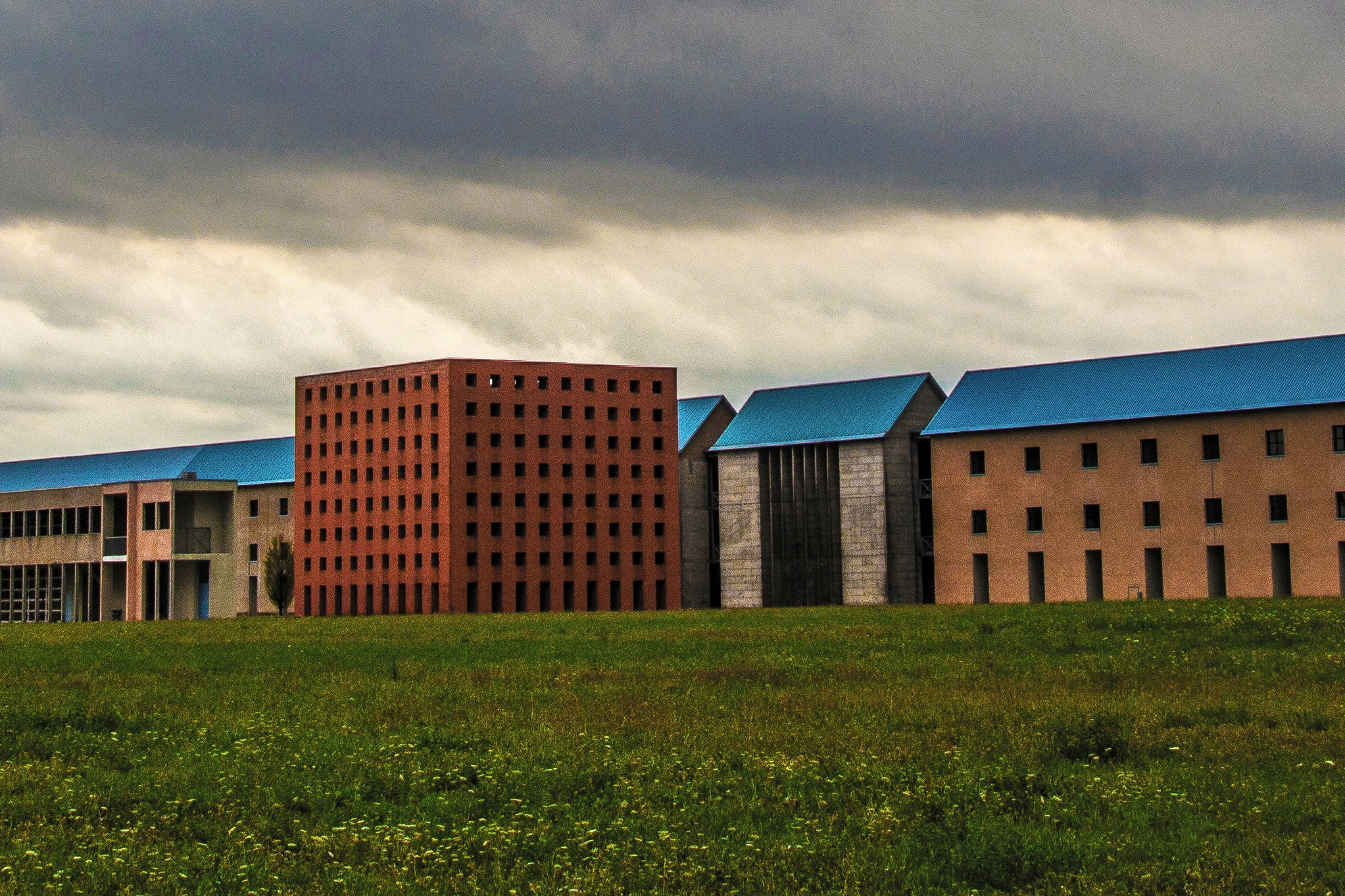
新墓地

墓地的现代部分建于1971年，在1987年使用，但是45年后仍没有完成。建筑师阿尔多·罗西和贾尼·布拉赫利设计，线条简洁，顶部为天蓝色。位于中心的立方体建筑骨灰纪念堂类似罗马的意大利文明宫（Palazzo della Civiltà Italiana），代表“生者之城”与“死者之城”。

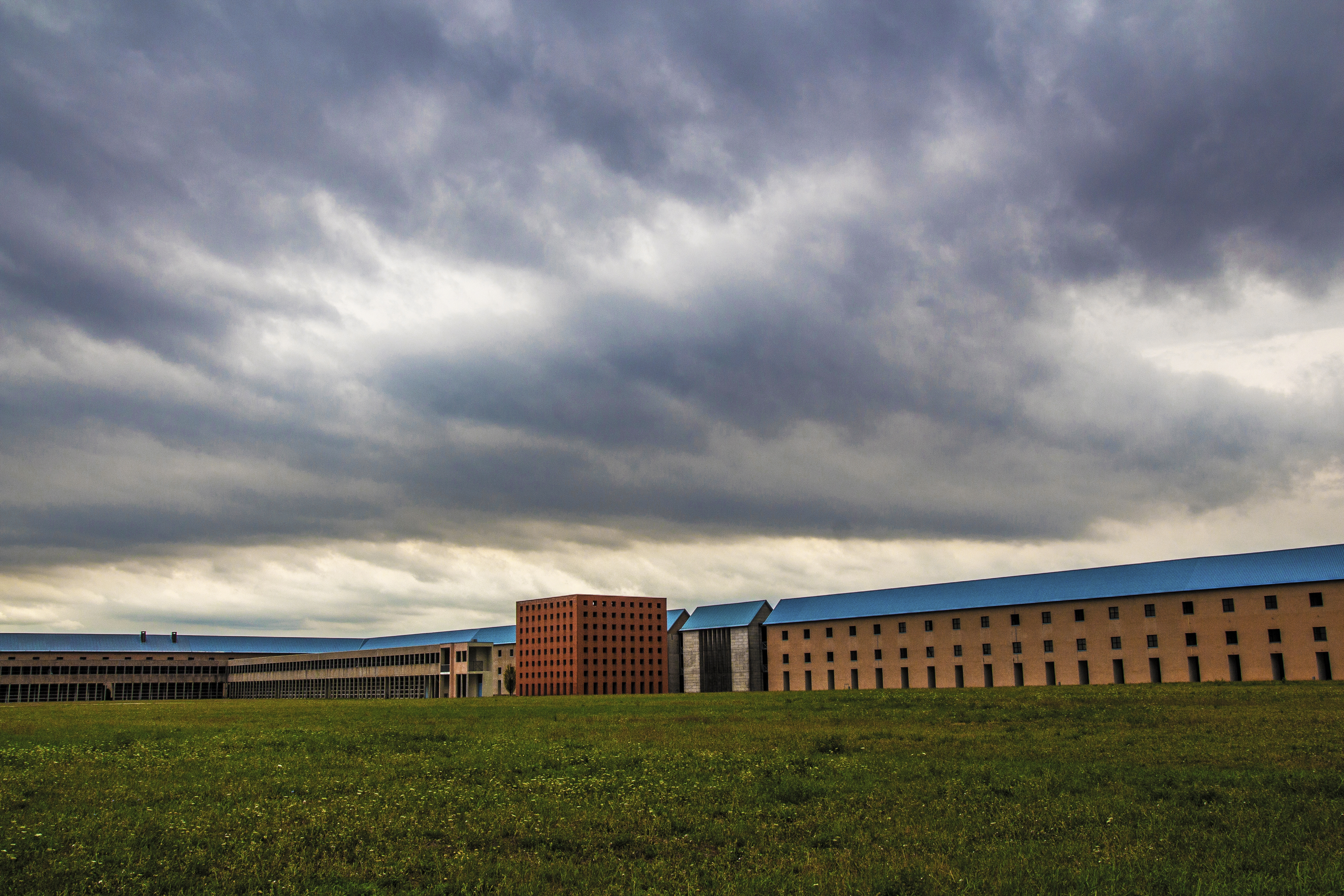
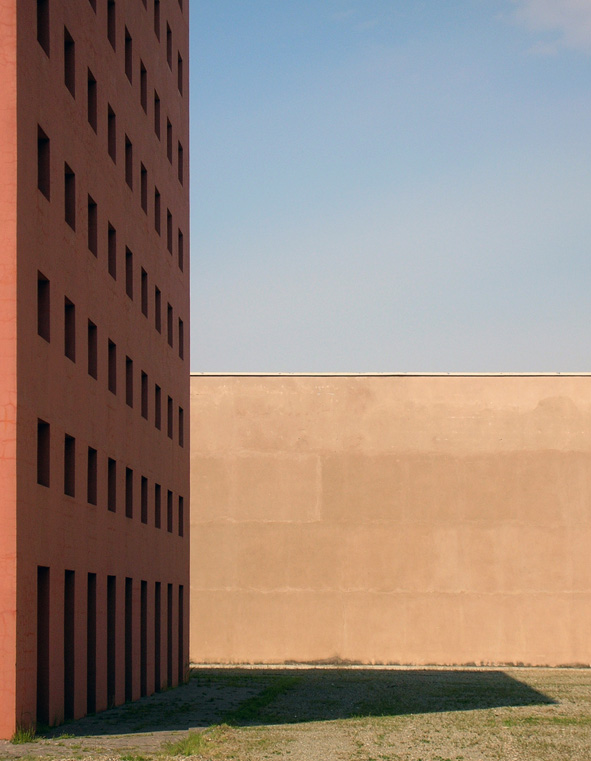
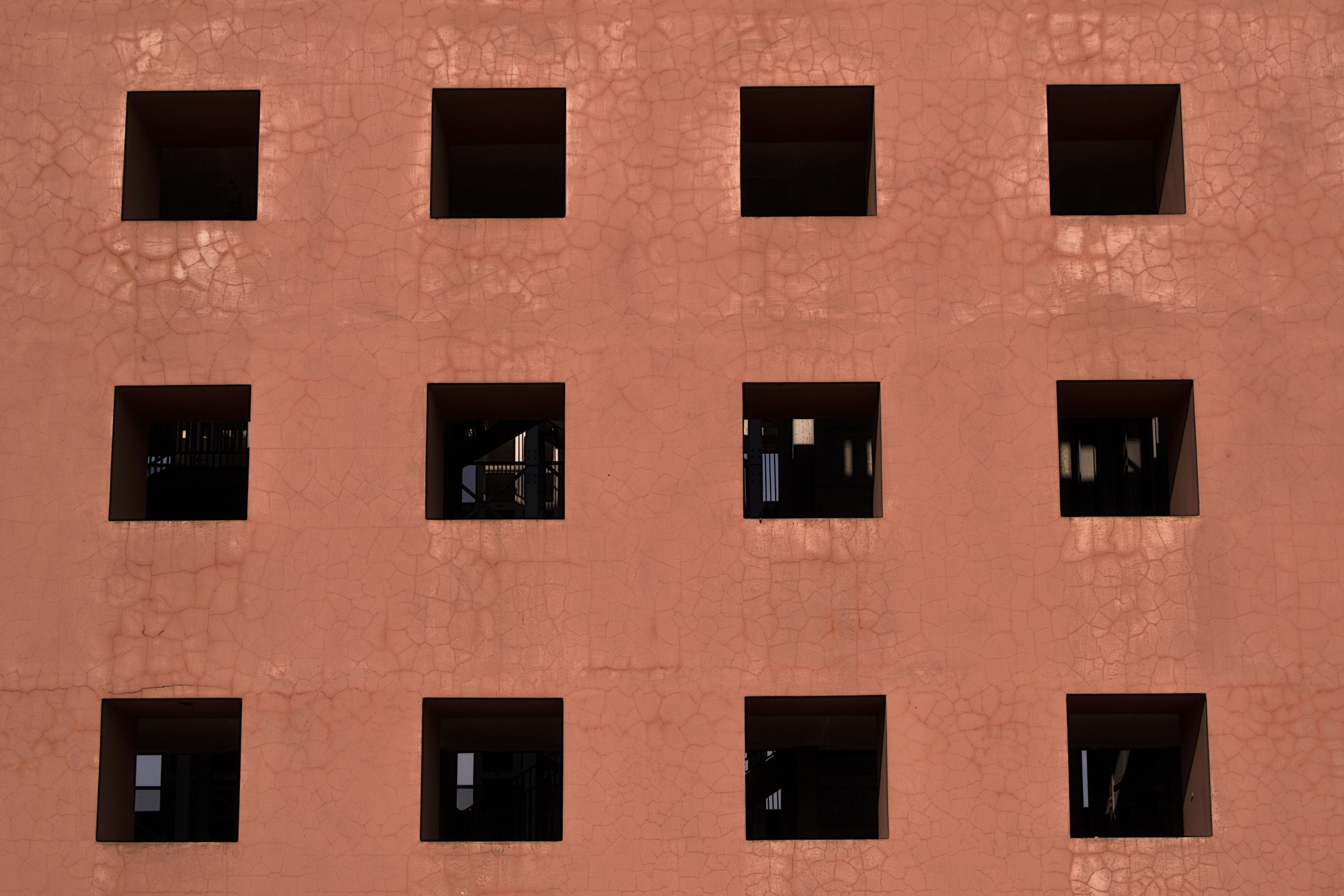
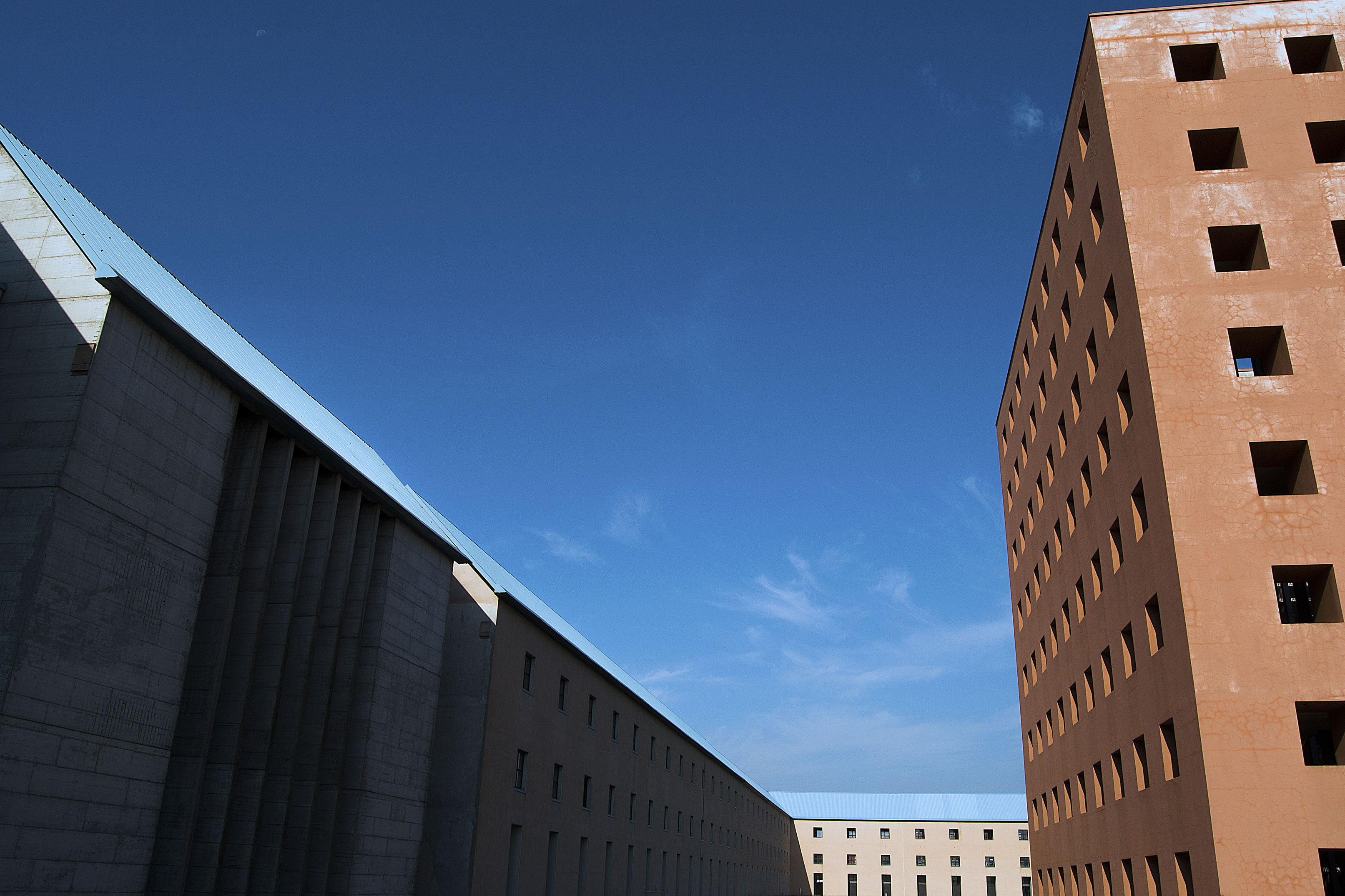
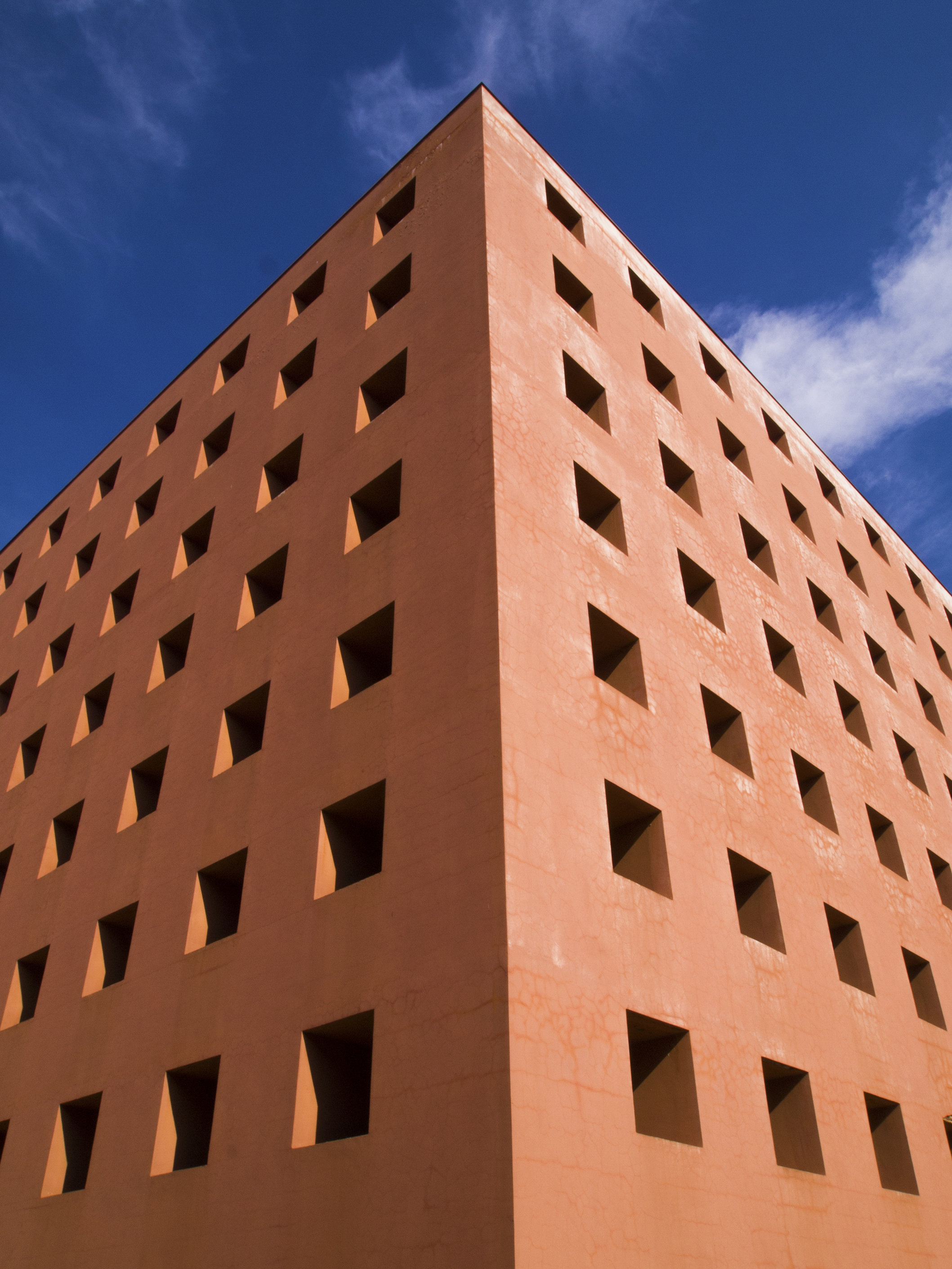
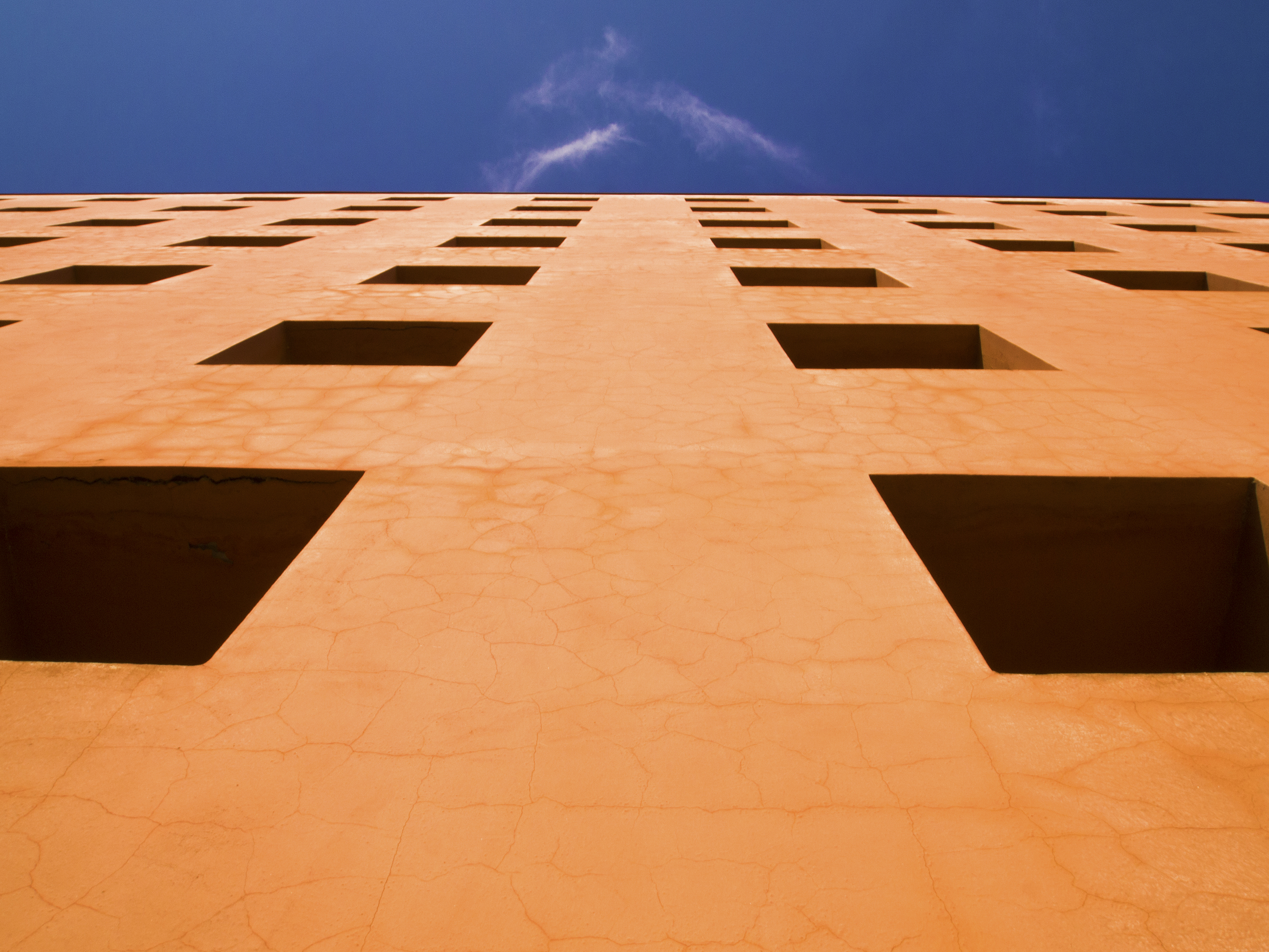